# Thanks (岩崎宏美のアルバム)
『Thanks』（サンクス）は、岩崎宏美の27枚目のオリジナル・アルバム。2009年5月20日発売。発売元はインペリアルレコード。企画品番 TECI-1248

## 解説
- 61枚目のシングル「シアワセノカケラ」とそのカップリング「THANKS」と、62枚目のシングル「始まりの詩、あなたへ」とそのカップリング「桜色－桜咲く日々に－」が収録されている。「THANKS」はこのアルバムのタイトルソングとして採用された。なお、「シアワセノカケラ」と「THANKS」はアルバムバージョンでの収録で、「始まりの詩、あなたへ」と「桜色－桜咲く日々に－」はアルバムミックスバージョンでの収録である。

- CDには「シアワセノカケラ」と「始まりの詩、あなたへ」のメロディーとコードが記載された譜面が封入されている。

## 収録曲
1. 海のバラード
  - 作詞：榊原智子、作曲：上新功祐、編曲：西脇辰弥
2. 心に咲く花
  - 作詞：Rina、作曲：indigo blue、編曲：古川昌義
3. 花のように
  - 作詞：島影江里香、作曲：佐藤晃、編曲：山川恵津子
4. 桜色－桜咲く日々に－（Album Version）
  - 作詞：三浦徳子、作曲：塩見卓史、編曲：野見祐二
5. カナリア
  - 作詞：遠藤幸三、作曲：野井洋児、編曲：山川恵津子
6. 風の休日
  - 作詞：遠藤幸三、作曲：野井洋児、編曲：青柳誠
7. 始まりの詩、あなたへ（Album Version）
  - 作詞・作曲：大江千里、編曲：野見祐二
8. 陽射しの中で
  - 作詞・作曲：下地勇、編曲：野見祐二
9. シアワセノカケラ（Album Mix）
  - 作詞・作曲：池間史規、編曲：古川昌義
10. THANKS（Album Mix）
  - 作詞・作曲・編曲：古川昌義
11. ARIGATO ～未来を信じて -with Mori-
  - 作詞：はしもとみゆき、作曲：青柳誠・越田太郎丸、編曲：森（青柳誠ユニット）